# Лео Маккери
Лео Маккери (на английски: Leo McCarey) е американски режисьор, сценарист и продуцент. 

## Биография
Лео Маккери е роден на 3 октомври 1898 година в Лос Анджелис, Калифорния. Посещава католическото училище „Свети Йосиф“ и гимназията в Лос Анджелис. Баща му е Томас Дж. Маккери, когото Los Angeles Times нарича „най-великият промоутър на битки в света“. Лео Маккери по-късно ще направи боксова комедия с Харолд Лойд, наречена „Млечният път“ (1936). Маккери завършва юридическия факултет на Университета на Южна Калифорния и освен правото се опитва да се занимава с минно дело, бокс и писане на песни, преди да стане асистент-режисьор на Тод Браунинг през 1919 г. Това е приятелят на Маккери от детството, актьорът и бъдещ колега режисьор Дейвид Бътлър, който го насочва към Браунинг. Браунинг убеждава Маккери, въпреки фотогеничния му външен вид, да работи върху творческата страна като писател, а не като актьор. 

### Кариера
Лео Маккери усъвършенства уменията си в Hal Roach Studios. Роуч го наема като разбойник през 1923 г., след като Маккери го впечатлява с чувството си за хумор, след съвместна игра на хандбал в спортен клуб. Маккери първоначално пише за сериала „Нашата банда“ и други студийни звезди, след което продуцира и режисира късометражни филми, включително филми с Чарли Чейс. Чейс всъщност ще стане ментор на Маккери. След смъртта на комика през 1940 г. Маккери е цитиран да казва: „Каквито и успехи да имам или може да имам, дължа на неговата помощ, защото той ме научи на всичко, което знам“. Двамата мъже са особено съвместими, тъй като и двамата се радват на хобита, опитвайки се да пишат популярни песни. Докато е в Роуч, Маккери, според по-късни интервюта, работи заедно с Стан Лаурел и Оливър Харди и ръководи развитието на екранните им герои, като по този начин създава един от най-издръжливите комедийни екипи на всички времена. Той официално се появява само като режисьор на късометражните филми на дуото We Faw Down (1928), Liberty (1929) и Wrong Again (1929), но написва много сценарии и ръководи режисурата на други. До 1929 г. той е вицепрезидент на продукцията на студиото.

### Смърт
Лео Маккери почива на 5 юли 1969 г. на 70 години от емфизем. Погребан е в гробището на Светия кръст в Кълвър Сити, Калифорния. По-малкият му брат, режисьорът Рей Маккери, почива 21 години по-рано. През 1978 г. производствените записи на Лео Маккери, включително сценарии, бюджети и кореспонденция, са дарени на библиотеката на Чарлз Фелдман към Американски филмов институт в Бевърли Хилс.

## Избрана филмография
| Година | Филм                       | Оригинално заглавие     |
| ------ | -------------------------- | ----------------------- |
| 1933   | Патешка супа               | Duck Soup               |
| 1945   | Камбаните на „Света Мария“ | The Bells of St. Mary's |